# Västmanlands runinskrifter 19
Västmanlands runinskrifter 19, Vs 19, är en vikingatida (1040-talet) runsten av granit som varit rest i Berga, Skultuna socken och Västerås kommun. Stenen står nu vid Skultuna bruk. Runstenen är 1,4 meter hög, 0,4 meter bred (NNV-SSÖ) och 0,45 meter tjock. Runhöjden är 5-10 centimeter. Inskriften är på den mot SV vända sidan. Några meter från Vs 19 står Vs 18. Båda stenarna har rests av Gunnald.
Stenen är en av de så kallade Ingvarsstenarna.

## Inskriften
Runor:
ᚴᚼᚢᚾᛅᛚ-ᚱ ᛫ ᛚᛁᛏ ... ᛋᛏᛅᛁᚾ ᛫ ᚦᛁᚾᛋᛅ ᚨᚠᛏᛁᚱ ᛫ ᚼᚮᚱᛘ ᛫ ᛋᛏᚮᛒ ᛋᚨᚾ ᛫ ᛏᚱᚨᚴᚢ-...ᚾ ᛫ ᛅᚢᚴ ᛫ ᚢᛅᛋ ᛫ ᚠᛅᚱᛁᚾ ᛫ ᚬᛋ-ᚱ ᛫ ᛘᛁᚦ ᛫ ᛁᚴᚢᛅᚱᛁ ᛫ ᚼᛁᚬᛚᛒᛁ ᚴ-ᚦ ᛫ ᛋᛅᛚᚢ ᚼ...ᚾᛋ ᛫
Translitterering av runraden:
khu[nal-](r) · [(l)it ... stain · þinsa ef]tir · horm · stob sen · trek| |ku-...n · auk · uas · farin · (o)(s)-r · miþ · ikuari · hiolbi k[-þ · salu h...ns ·]
Normalisering till runsvenska:
Gunnal[d]r let [ræisa] stæin þennsa æftiʀ Orm, stiup sinn, dræng go[ða]n, ok vas farinn aus[t]r með Ingvari. Hialpi G[u]ð salu h[a]ns.
Översättning till nusvenska:
(Gunnald) lät resa denna sten efter Orm, sin styvson, en (god) yngling, och han hade farit (österut) med Ingvar, Hjälpe Gud (hans själ).